# Allogonia concinnula
Allogonia concinnula är en insektsart som beskrevs av Fowler 1900. Allogonia concinnula ingår i släktet Allogonia och familjen dvärgstritar. Inga underarter finns listade i Catalogue of Life.